# Helchteren
Helchteren är en ort i Belgien.   Den ligger i provinsen Limburg och regionen Flandern, i den nordöstra delen av landet, 80 km öster om huvudstaden Bryssel. Helchteren ligger 72 meter över havet och antalet invånare är 30 050.
Terrängen runt Helchteren är platt. Runt Helchteren är det tätbefolkat, med 308 invånare per kvadratkilometer.. Närmaste större samhälle är Hasselt, 14,2 km söder om Helchteren. 
Omgivningarna runt Helchteren är en mosaik av jordbruksmark och naturlig växtlighet.